# Сергеев, Борис Иванович
Борис Иванович Сергеев (укр. Борис Iванович Сергєєв; род. 1941) — советский и украинский учёный-гидротехник, доктор технических наук, профессор.
Автор многих научных трудов, изобретений и патентов.

## Биография
Родился 12 июня 1941 года в селе Омутинском Тюменской области.

### Образование
В 1965 году окончил факультет водных путей и портов кафедры гидротехнических сооружений Новосибирского института инженеров водного транспорта (ныне Сибирский государственный университет водного транспорта).
В 1968 году в Новочеркасском инженерно-мелиоративном институте (ныне Новочеркасская государственная мелиоративная академия) защитил кандидатскую диссертацию на тему «Мягкие плотины и возможности и их использование при регулировании местного стока». Там же в 1974 году защитил докторскую диссертацию «Мягкие конструкции гидротехнических сооружений».

### Деятельность
По окончании вуза, в 1965—1968 годах работал инженером, старшим научным сотрудником научно-исследовательского сектора и ассистентом кафедры гидротехнических сооружений Новосибирского института инженеров водного транспорта.
После защиты кандидатской диссертации, в 1969—1976 годах — ассистент, старший преподаватель, доцент кафедры гидротехнических сооружений, оснований и фундаментов Новочеркасского инженерно-мелиоративного института. В 1976—1980 годах — руководитель отдела гидротехнических сооружений Южного научно-исследовательского института гидротехники и мелиорации.
С 1980 года Б. И. Сергеев работал в следующих высших учебных заведениях:
- 1980—1989 годы — заведующий кафедрой гидравлики, декан гидромелиоративного факультета Днепропетровского сельскохозяйственного института (ныне Днепровский государственный аграрно-экономический университет);
- 1989 год — профессор кафедры гидравлики и водоснабжения Днепропетровского института инженеров транспорта (ныне Приднепровская государственная академия строительства и архитектуры);
- 1989—1992 годы — заведующий кафедрой гидромелиорации и гидротехнических сооружений[5], проректор по учебной работе Симферопольского филиала Днепропетровского инженерно-строительного института.

После распада СССР, в 1992—1997 годах — заместитель руководителя Крымского отделения Национальной академии наук Украины, в 1997—1999 годах — заместитель директора по маркетингу Научного центра проблем моделирования в экологии и рекреационной географии Национальной академии наук
Украины.
С 1999 года — вновь на педагогической работе:
- 1999—2001 годы — профессор кафедры экономики и менеджмента, декан экономического факультета Крымского института бизнеса;
- 2001—2003 годы — заместитель директора по учебной и научной работе, профессор кафедры экономики и менеджмента Крымского центра Европейского

университета финансов, информационных систем, менеджмента и бизнеса;
- 2003—2014 годы — профессор, заведующий кафедрой маркетинга Киевского национального экономического института им. В. Гетьмана (ныне Киевский национальный экономический университет имени Вадима Гетьмана);
- с 2015 года — профессор кафедры маркетинга, торгового и таможенного дела Института экономики и управления Крымского федерального университета им. В. И. Вернадского; руководит магистратурой[6].

## Заслуги
- Награждён медалями, в числе которых «За освоение целинных земель» (1956), а также золотая (1977), серебряная (1978) и бронзовые (1979, 1985) медали ВДНХ СССР.
- Лауреат премии Автономной Республики Крым (1999).